# Joseph-Barnabé Saint-Sevin L'Abbé
Pour les articles homonymes, voir L'Abbé.
Joseph-Barnabé Saint-Sevin L’Abbé, né le 11 juin 1727 à Agen et mort le 25 juillet 1803 à Paris, est un violoniste et compositeur français.
Une personnalité importante de l’École française de violon du XVIIIe siècle : virtuose, compositeur original et surtout auteur de ce qui fut sans doute une des meilleures méthodes européennes de l’époque: Les Principes du Violon.

## Une dynastie de musiciens
Joseph-Barnabé a de qui tenir, car il est  : 

le fils de Pierre-Philippe Saint-Sevin dit L’Abbé le cadet (1698 Bordeaux † 1777 Paris), violoncelliste 

et le neveu de Pierre Saint-Sevin dit L’Abbé l’aîné (1695 Bordeaux † 1768 Paris) violoncelliste. 

Ces deux musiciens, à la carrière bien remplie (Musique du Roi, Concert Spirituel, Académie Royale de Musique, Sainte-Chapelle) sont d’importantes personnalités de l’école française de violoncelle du XVIIIe siècle. L’aîné est pour Laborde celui « qui a fait tomber la viole  par la belle qualité de son qu’il tirait de son instrument »

## L’enfant prodige
Joseph-Barnabé est né à Agen en 1727 où son père et son oncle étaient maîtres de musique de l’église Saint-Caprais. D’après Benjamin de Laborde c’est à partir de là qu’on les a surnommés « L'Abbé »  à cause du petit collet que leur profession les conduisait à porter. Toujours d’après Laborde, Joseph-Barnabé « vint à Paris le 21 novembre 1731 et son père lui montra la musique ». Dès 1739 (il n’a pas douze ans) Joseph-Barnabé gagne le concours d’entrée à l’orchestre de la Comédie Française en concurrence avec des virtuoses chevronnés comme Mangean et Branche. À cette occasion, Jean-Marie Leclair le remarque et le prend comme élève. Là encore, la réussite est à la clef, car en septembre 1741 avec Pierre Gaviniès (un autre jeune garçon de treize ans qui fera aussi beaucoup parler de lui), ils interprètent ensemble au Concert Spirituel des Tuileries une composition de leur maître « généralement applaudis par une très nombreuse assemblée»
À peine deux mois après ce succès, le jeune prodige force l’armoire de son père, y vole toutes ses économies, va retenir une place dans la prochaine diligence pour Bordeaux et se cache dans un garni en attendant le départ. Son père l’y découvre et obtient du Comte de Maurepas une lettre de cachet pour le faire enfermer à Saint-Lazare. Mais, très vite, le père demande sa libération. Et dès le 23 décembre, le cardinal de Fleury signe un « bon pour la liberté  » afin de permettre au père du jeune homme de « luy faire continuer ses exercisses ». Excellents exercices qui le conduisent à entrer à l’Opéra en 1743 dès l’âge de 16 ans.

## Le virtuose
À l’Opéra, il va côtoyer son oncle et son père pendant une longue période. En effet, il quittera l’Académie Royale de Musique en 1764  « sans avoir demandé de pension, quoiqu’elle lui fût acquise, et sans qu’on lui ait offerte » selon Laborde.
Il brillera non seulement à l’Opéra, mais aussi au Concert spirituel où il se produira souvent entre 1744 et 1754 et où il se fera remarquer par sa virtuosité en interprétant des œuvres à la mode comme le Printemps de Vivaldi, des compositions de ses maîtres et collègues ainsi que les siennes propres.
À sa dernière apparition, le jour de Noël 1754, il interviendra deux fois comme en une sorte de bouquet final de feu d’artifice. Le concert commencera  par une symphonie de sa composition. Avec Salantin, Bureau et Perrier il exécutera ensuite une suite d’airs arrangés par lui. Mademoiselle Fel sera là, comme à sa première prestation, et elle agrémentera la séance de ses chants.
Ses contemporains sont unanimes à vanter les qualités de l’interprète et sa virtuosité. Pour Laborde «M. l’Abbé fils était un des meilleurs musiciens d’orchestre qu’il y ait jamais eu ».

## Le compositeur
L’Abbé le fils a composé entre 1748 et 1772 de nombreuses œuvres dont beaucoup ont été conservées. Il s’agit de sonates, symphonies, duos et aussi de plusieurs recueils d’airs variés inspirés de pièces françaises et italiennes à la mode de Pergolèse, Latilla, Ciampi, Campra, Casanéa de Mondonville, Rameau. Il met aussi en symphonie le fameux sonnet d’Exaudet, son collègue de l’Opéra. Il dédie ses œuvres à des amateurs éclairés ou à des protecteurs.
Au chapitre des innovations, le musicien est présenté comme le premier à avoir introduit dans notre littérature du violon les batteries de sons harmoniques. Ses sonates sont considérées par les spécialistes comme supportant largement la comparaison avec celles de son maître Jean-Marie Leclair. Ses symphonies apparaissent d’un grand modernisme. Ses airs variés présentent la synthèse de l’art de la variation aux environs de 1760.

## Les œuvres musicales
Lionel de La Laurencie en a fait l’inventaire détaillé et Barry S.Brook l’a complété et corrigé.
- Sonates à violon seul, Œuvre I (1748)
- Six symphonies à trois violons et une basse, Œuvre II (1753).
- Premier recueil d'airs français et italiens, avec des variations, pour deux violons, deux pardessus ou pour une flûte ou hautbois avec un violon (1756)
- Deuxième recueil d'airs français et italiens, avec des variations, pour deux violons, deux pardessus, ou pour une flûte avec un violon (1757)
- Troisième recueil (1760)
- Jolis airs ajustés et variés pour un violon seul, Œuvre VII (1763)
- Menuet de MM Exaudet et Granier, mis en grande symphonie, avec des variations pour deux violons, hautbois ou flûtes, alto viola, deux cors, violoncelle ou basson (1764)
- Six sonates à violon seul et basse, Œuvre VIII (vers la même date)
- Recueil quatrième de duos d'opéra-comique pour deux violons (1772)

Ces œuvres sont conservées à la Bibliothèque Nationale Musique sauf l'Œuvre II qui se trouve au Conservatoire de Bruxelles.
L'Œuvre I a fait l'objet d'une édition moderne dans la collection Joseph Debroux. Certaines œuvres de Joseph-Barnabé ont été rééditées comme par les Éditions Garland de New York en 1991.

## Le pédagogue
C’est en 1761 que Joseph-Barnabé a fait paraître la première édition des « Principes du Violon, pour apprendre le doigté de cet instrument et les différens agrémens dont il est susceptible » œuvre dédiée à Monsieur le Marquis de Rodoüan de Damartin, Mousquetaire de la seconde compagnie de la garde du Roi.Une nouvelle édition des Principes devait paraître une dizaine d’années plus tard.
La Laurencie parle de la valeur véritablement exceptionnelle de la méthode et la considère comme la seule méthode sérieuse française qui ait paru pendant le XVIIIe siècle.
Ces Principes sont régulièrement réédités aux Éditions Minkoff de Genève. Aristide Wirsta en a fait l’objet d’une importante étude technique en 1961. Plusieurs thèses et articles savants analysent les théories de L’Abbé le fils et particulièrement celles qui concernent le maniement de l’archet que l’auteur considérait comme « l’âme de l’instrument ».

## La jolie maison, la femme aimable
Laborde, qui devait mourir guillotiné en 1794, écrit, dans son Essai sur la musique ancienne et moderne édité en 1780 : « Depuis quelques années il s’est retiré dans une jolie maison qu’il a à Maisons près de Charenton, et y jouit doucement du fruit de ses talens, avec une femme aimable qu’il a épousée depuis plus de dix ans »
Laborde était bien renseigné car il est vrai que les époux Saint-Sevin ont bien possédé une maison à Maisons (aujourd’hui Maisons-Alfort) Il est exact aussi qu’en juillet 1762 Joseph-Barnabé a épousé Jeanne Tronchet de Minville. Si, sur le contrat de mariage, l’apport du marié se résume en trois lignes : « huit mille livres tant en meubles que linges et hardes à son usage provenant de ses gains et épargne », la fortune de la mariée qui habite rue de Berri au Marais s’étale sur plus de onze pages : titres de rentes, actions des fermes générales, reconnaissances de dettes, deniers comptants, meubles, linge, bijoux, vaisselle, dentelles et argenterie. Une seule paire de boucles d’oreilles pesant  trente-huit carats est estimée 7.600 livres, auxquelles il faut ajouter 10 000 livres pour les deux grosses pierres du milieu. Pour un seul bijou, presque trente ans d’appointements de Joseph-Barnabé à l’Opéra !
Sur l’origine de la fortune et la vie antérieure à son mariage de l’épousée, on sait beaucoup de choses par le dossier que l’Inspecteur Meusnier et ses collègues du 2e Bureau, discipline des Mœurs ont constitué sur ses activés et qui est conservé aux Archives de la Bastille (Bibliothèque de l’Arsenal) : un ensemble de plus de soixante dix pages qui se lit comme un feuilleton né de l’imagination d’un romancier naturaliste.
On y apprend que Jeanne Tronchet est née en 1723 à Cavaillès d’un père militaire au Régiment de Provence et d’une mère ravaudeuse. Elle a dix ans quand sa mère meurt. Son père part pour la guerre, la met avec sa sœur dans le carrosse des invalides à destination de Paris. Là, elle contracte la gale et va d’hôpital en hôpital pour se retrouver à la rue avec : « les cordonniers, maçons, ..... et autres à deux et quatre sols….. Elle ne fut pas deux mois sans la vérole. »
Il est difficile de préciser quand et comment Jeaneton a réussi à se sortir des bas-fonds, de la misère et du sordide pour accéder au monde de l’aristocratie et de la finance, mais il est possible qu’elle le doive à une femme compatissante  et aussi au fait qu’elle était d’après Meusnier  « brune, mince, assez jolie. » Avec, sans doute, une forte personnalité car, s’il faut en croire Meusnier, elle en a mené plus d’un par le bout du nez. La liste de ses protecteurs comporte des noms fort connus et les rapports de police relatent les extravagances de ces messieurs. Pour elle on se ruine, on devient tragédien. On subit ses caprices :  un beau soir de mai 1756, la Delle Mainville dîne chez le vieux Chambellan de Sologne. Elle lui demande de l'argent et il lui répond qu'il n'en a pas. Meusnier raconte : «On prétend qu’elle lui tomba sur le corps et qu’après l’avoir battu comme plâtre, elle fit mettre les chevaux au carrosse pour retourner chez elle»
Quelques noms de protecteurs de la belle Jeanne : le duc de Crussol d’Uzès, Mr Le Gendre d’Ormoy, Monsieur Rondé, caissier général des finances et fils de Rondé, orfèvre du Roi, le Marquis de Chambonnac, le Marquis de Ximenès, Mr Dambray, capitaine aux gardes, le marquis de Valberrer. On  « assure », écrit Meusnier en janvier 1749 que le comte de Clermont, abbé commendataire de Saint Germain des Près, va quelquefois rue de Cléry où demeure Jeanne. Entre 1751 et 1757 « on a » : le comte de Coubert, le vieux Chambellan de Sologne, Mr de Flavencourt, Mr de la Bonnière, un certain Bois de Vigny (un escroc d’après Meusnier) et quelques autres. Douze enfants seraient nés de ces rencontres.

## Le fruit des talents
Tous les auteurs s'accordent à dire qu'après son mariage Joseph-Barnabé a vécu comme le dit Laborde « du fruit de ses talens » en consacrant sa vie à l'enseignement et à la composition. Et, effectivement, il a publié après son mariage quatre recueils entre 1763 et 1772. L'adresse indiquée sur les trois premiers le domicilient chez sa femme, rue de Berry, au Marais.
On ne l’entendra plus qu’en une seule occasion signalée par l'Avant Coureur, celle d'une solennité donnée à la Sainte-Chapelle pour la Chambre des Comptes, où le 26 mars 1763, il accompagne un cantique de M. Doriot, maître de musique à la Sainte-Chapelle.
En juin 1790, la maison de Maisons-Alfort est vendue au prix de 10 000 livres.

## Seul, pauvre et oublié
C'est le 3 avril 1791 que meurt à Paris, dans la ci-devant paroisse de St François d'Assise, Jeanne Tronchet, l'épouse de Joseph-Barnabé, à l'âge de soixante-sept ans.
Avant ce décès, déjà des soucis financiers avaient dû apparaître et la vente en 1790 aux époux Noblot de la maison de Maisons, partie au comptant, partie à crédit en est probablement une des conséquences. Et, en 1792, c'est sans doute, à cause de ces mêmes ennuis d'argent, que Joseph-Barnabé en a été réduit à demander une place de contrôleur à l’amphithéâtre de l'Opéra, devenu Théâtre de la République et des Arts .
Mais, alors qu'il finissait sa soixante-treizième année de vie, son directeur, le Citoyen Devismes, en date du 26 germinal an VIII (16 avril 1800) l’avisa de son renvoi en raison de son grand âge, en même temps que du versement d’une pension de 500 francs par an jusqu’à la fin de ses jours.
Dès le début de l’année suivante, alors que le Théâtre de la République et des Arts  était devenu Théâtre des Arts, le Citoyen L’Abbé demandait au Citoyen Ministre de l’Intérieur de bénéficier du nouveau régime de pension qui venait d’être institué. Le dossier que cette requête a engendré a été conservé aux Archives de l’Opéra (Archives nationales), avec ses demandes de renseignements complémentaires, rapports et allers et retours dont l’administration avait déjà et a conservé le secret. En tout une douzaine de pièces dont la dernière adressée le 30 ventôse de l’an X (21 mars 1802) par le Directeur du Théâtre des Arts au Ministre de l’Intérieur (qui n’est plus citoyen) où il propose de porter la pension du Citoyen Sevin dit L’abbé à 600 francs en ajoutant  « .. c’est la porter au plus bas possible. J’observerai d’ailleurs que le malheureux artiste est tellement âgé et incommodé qu’il n’y a pas lieu de croire qu’il en jouisse longtems.»
Monsieur Cellerier était probablement un bon gestionnaire car il avait à la fois le sens des impératifs financiers et une connaissance intime de son personnel puisque Joseph-Barnabé ne devait pas coûter très cher aux finances de l’Opéra en décédant le 25 juillet 1803 à Paris, chez le citoyen Eloy-Adrien Tatin, cordonnier, au n° 32 de la rue Grenétat (aujourd’hui Greneta). Il semble d’ailleurs que sa demande de retraite complémentaire n’ait pas eu de suite car on n’en trouve aucune mention dans le dossier de sa succession.
Daté du 26 juin 1799, un inventaire détaillé des meubles qui se trouvaient dans l’appartement et qui appartenaient au cordonnier, nous apprend que le logement se situait au troisième étage, sur le derrière, avec une seule fenêtre donnant sur le passage, là  « ou Madame Tatin mais touttes ces poteries».
L'équipement est sommaire : un lit, des rideaux de toile à carreaux bleus et blancs, une table de nuit et son pot, une garde-robe, un bidet, une glace, une table, un chiffonnier, une bergère de velours d'Utrecht, deux fauteuils, un secrétaire au-dessus de marbre, deux chaises, une estampe, quatre petits tableaux, un porte-mouchette et sa mouche, deux flambeaux argentés.
Ce même document nous apprend que le citoyen Joseph-Barnabé Saint-Sevin occupait le logement depuis sa sortie de l’hospice des vieillards. Ce qui confirme les ennuis de santé déjà évoqués.
Sans héritiers directs, la  succession de Joseph-Barnabé tombe en déshérence. Pauvre succession en vérité dont l'inventaire des biens du vieil artiste dressé le 20 janvier 1804 par l'administration des Domaines donne le détail. Dans une armoire, tous ses vêtements : quatre habits de drap et camelot, trois culottes et une veste de velours, une paire de bas, deux paires de souliers, un chapeau rond, quatre chemises, quatre serviettes, huit mouchoirs, un bonnet de coton, deux paires de bas, cinq paires de chaussons, quatre serre-tête, neuf cols, trois caleçons, une culotte de nankin. Pas de violon.
Le compte-rendu de la vente raconte comme une deuxième mort, toutes les précautions prises pour s'assurer de la régularité de la vente : la mise sous scellés, le transport des objets dans une salle de l'hôtel Soubise, le paiement de l'homme de peine chargé du transport, jusqu'au détail de la vente le 4 fructidor an XII, au profit de la République Française envoyée en possession de la succession. Les vêtements sont divisés en cinq lots pour un total de 35 fr. 40.
Trente-cinq francs quarante pour solde de tout compte d'une vie pourtant fort riche !

## Sources et ressources

### Sources documentaires
- Archives de Paris (successions en déshérence)
- Archives Nationales ; Opéra, Maison du Roi, Notaires (Maître Demarandel),
- Bibliothèque de l’Arsenal (Archives de la Bastille)
- Archives d’Agen
- Archives de Bordeaux
- Bibliothèque Nationale Musique (archives du Conservatoire)
- Bibliothèque Nationale de France :  Publications, Manuscrits occidentaux (dépôt Joly de Fleury)
- Bibliothèque de l’Opéra

### Discographie
- Les Quatre Violons (Isabel Serrano, Hiro Kurosaki, Mihoko Kimura, Simon Heyerick) - Rameau : Pygmalion, Platée, Les Indes galantes, Zaïs. Transcriptions basées sur un arrangement pour 2 violons de Joseph-Barnabé Saint-Sevin) CD Erato 3984-27318-2